# 체코의 정당
체코의 정당 목록이다. 현재 체코의 경우 다당제로 운영하고 있으며, 1878년에 설립된 체코 사회민주당과 2012년에 설립된 ANO 2011이 있다.

## 주요 정당
| 로고 | 로고 | 정당                                                     | 정당 | 의석   | 의석   | 의석  | 의석      | 유럽 연합 소속 정당 | 내용                                                                                          |
| 로고 | 로고 | 정당                                                     | 정당 | 대의원 | 원로원 | 주    | 유럽 의회 | 유럽 연합 소속 정당 | 내용                                                                                          |
| ---- | ---- | -------------------------------------------------------- | ---- | ------ | ------ | ----- | --------- | ------------------- | --------------------------------------------------------------------------------------------- |
|      |      | 체코 사회민주당 Česká strana sociálně demokratická       | ČSSD | 49석   | 19석   | 125석 | 4석       | 유럽 사회당         | 중도좌파 정당이며, 사회민주주의, 케인스주의를 표방한다. 현재 보후슬라프 소보트카가 대표이다.  |
|      |      | ANO 2011 Akce nespokojených občanů                       | ANO  | 48석   | 0석    | 176석 | 4석       | 유럽 자유 민주 동맹 | 중도주의 ~ 중도우파 정당이며, 자유주의, 중도주의를 표방한다. 현재 안드레이 바비시가 대표이다. |
|      |      | 보헤미아 모라바 공산당 Komunistická strana Čech a Moravy | KSČM | 33석   | 2석    | 86석  | 3석       | 유럽 좌파당         | 좌익 ~ 극좌 정당이며, 공산주의, 유럽회의주의를 표방한다. 현재 보이테흐 필리프가 대표이다.     |

- TOP 09 - 자유주의, 보수주의, 기독교민주주의
- 시민민주당 - 자유민주주의, 유럽회의주의
- 기독교민주연합-체코슬로바키아 인민당 - 기독교민주주의, 사회보수주의
- 새벽-국민연합 - 민족주의, 우익대중주의, 유럽회의주의
- 자유와 직접 민주주의 - 직접민주주의, 우익대중주의, 유럽회의주의
- 체코 해적당 - 해적정치, 직접민주주의
- 또 다른 국가 - 국민보수주의
- 시장과 독립 - 자유주의, 보수주의, 지역주의
- 북보헤미아당 - 지역주의, 대중주의
- 녹색당 - 녹색정치, 사회자유주의
- 시민권리당 - 사회민주주의, 직접민주주의
- 체코 자유보유권자당 - 보수주의
- 자유시민당 - 자유주의, 자유보수주의, 유럽회의주의
- 리베레츠주 시장당 - 재정보수주의, 지역주의

## 비주류 정당
- 공화국을 위한 연합-체코슬로바키아 공화당 - 군국주의, 보수주의, 기독교민주주의
- 국가사회주의자-21세기의 좌익 - 사회민주주의, 민족주의
- 체코 국민민주주의당 - 국민보수주의, 유럽회의주의
- 체코 자주당 - 민족주의
- 체코 노동당 - 민족주의, 반유대주의, 반세계화, 제3의 길, 우익대중주의, 유럽회의주의, 반로마감정
- 체코 국민사회당 - 민족주의, 유럽회의주의

## 같이 보기
- 정당 목록